# Dekanat Chełm – Zachód
Dekanat Chełm – Zachód – jeden z 28 dekanatów w rzymskokatolickiej archidiecezji lubelskiej.

## Parafie
W skład dekanatu wchodzi 13 parafii:
- parafia MB Wspomożenia Wiernych – Bukowa Wielka
- parafia św. Matki Teresy z Kalkuty – Chełm
- parafia Przenajświętszej Trójcy – Chełm
- parafia Rozesłania Apostołów – Chełm
- parafia Świętej Rodziny – Chełm
- parafia św. Rocha – Czułczyce
- parafia Wszystkich Świętych – Nowe Depułtycze
- parafia św. Maksymiliana Kolbego – Okszów
- parafia Chrystusa Pana Zbawiciela – Podgórze
- parafia św. Jozafata Kuncewicza – Rejowiec
- parafia Podwyższenia Krzyża Świętego – Rejowiec Fabryczny
- parafia Przemienienia Pańskiego – Sawin
- parafia NMP Królowej Polski – Staw Lubelski

Do dekanatu należy także parafia cywilno-wojskowa należąca do dekanatu Krakowskiego Okręgu Wojskowego Ordynariatu Polowego Wojska Polskiego:
- parafia cywilno-wojskowa św. Kazimierza – Chełm

Na terenie dekanatu siedzibę swoją ma parafia wojskowa należąca do dekanatu Straży Granicznej Ordynariatu Polowego Wojska Polskiego:
- parafia Straży Granicznej bł. ks. kmdr. Władysława Miegonia – Chełm

Na terenie dekanatu znajduje się 1 kościół rektoralny:
- kościół rektoralny św. Andrzeja Apostoła – Chełm

## Sąsiednie dekanaty
Dekanat Chełm – Wschód, Hańsk (diec. siedlecka), Krasnystaw – Wschód, Krasnystaw – Zachód, Siedliszcze